# Богатырёв (хутор)
Богатырёв — хутор в Цимлянском районе Ростовской области России.
Входит в состав Новоцимлянского сельского поселения.

## География
Хутор расположен на левом берегу реки Россошь, при её впадении в Цимлянское водохранилище. Ближайшие населённые пункты — станица Новоцимлянская и хутор Ремизов.

## Население
| 2010 |
| ---- |
| 441  |

## Улицы
На хуторе есть следующие улицы:
| - Весенняя улица - Виноградная улица - Главная улица - Звездная улица - Короткая улица - Лесная улица - Луговая улица | - Молодёжная улица - Новая улица - Садовая улица - Солнечная улица - Степная улица - Тихая улица - Широкая улица |

## Инфраструктура
На хуторе есть детский сад № 22 «Алёнушка».